# Ministerstwo Infrastruktury i Rozwoju
Ministerstwo Infrastruktury i Rozwoju (MIR) – polski urząd administracji rządowej istniejący w latach 2013–2015 obsługujący ministra właściwego do spraw czterech działów administracji rządowej: rozwój regionalny; budownictwo, lokalne planowanie i zagospodarowanie przestrzenne oraz mieszkalnictwo; gospodarka morska; transport.
Ministerstwo zostało utworzone 27 listopada 2013 w drodze włączenia do dotychczasowego Ministerstwa Rozwoju Regionalnego komórek organizacyjnych dotychczasowego Ministerstwa Transportu, Budownictwa i Gospodarki Morskiej. Ministerstwo zostało zlikwidowane, a na jego miejsce 8 grudnia 2015 r. (z mocą obowiązującą od 16 listopada 2015) utworzono Ministerstwo Infrastruktury i Budownictwa (działy budownictwo, lokalne planowanie i zagospodarowanie przestrzenne oraz mieszkalnictwo; transport), Ministerstwo Rozwoju (dział rozwój regionalny) oraz Ministerstwo Gospodarki Morskiej i Żeglugi Śródlądowej (dział gospodarka morska).

## Ostatnie kierownictwo
- Maria Wasiak (bezpartyjna) – minister infrastruktury i rozwoju od 22 września 2014
- Waldemar Sługocki (PO) – sekretarz stanu od 7 stycznia 2015
- Paweł Olszewski (PO) – sekretarz stanu i pełnomocnik Rządu ds. regulacji i harmonizacji obszaru bezpieczeństwa transportu i ruchu drogowego od 12 maja 2015, pełnomocnik Rządu ds. zarządzania infrastrukturą drogową od 1 czerwca 2015
- Dorota Pyć – podsekretarz stanu od 28 listopada 2013
- Iwona Wendel – podsekretarz stanu od 28 listopada 2013
- Marceli Niezgoda (PSL) – podsekretarz stanu od 28 listopada 2013
- Paweł Orłowski (PO) – podsekretarz stanu od 28 listopada 2013
- Sławomir Żałobka – podsekretarz stanu od 9 lutego 2015
- Adam Wojtaś – dyrektor generalny

## Struktura organizacyjna
- Gabinet Polityczny Ministra
- Departament Budownictwa
- Departament Budżetu Infrastruktury
- Departament Budżetu Rozwoju
- Departament Certyfikacji i Desygnacji
- Departament Dróg i Autostrad
- Departament Europejskiego Funduszu Społecznego
- Departament Gospodarki Nieruchomościami
- Departament Informacji i Promocji
- Departament Informatyki
- Departament Konkurencyjności i Innowacyjności
- Departament Kontroli
- Departament Koordynacji Strategii i Polityk Rozwoju
- Departament Koordynacji Wdrażania Funduszy Unii Europejskiej
- Departament Lotnictwa
- Departament Mieszkalnictwa
- Departament Orzecznictwa I
- Departament Orzecznictwa II
- Departament Polityki Przestrzennej
- Departament Prawny
- Departament Programów Infrastrukturalnych
- Departament Programów Pomocowych
- Departament Programów Ponadregionalnych
- Departament Rozwoju Cyfrowego
- Departament Systemu Wdrażania Programów Infrastrukturalnych
- Departament Transportu Drogowego
- Departament Transportu Kolejowego
- Departament Transportu Morskiego i Bezpieczeństwa Żeglugi
- Departament Wsparcia Projektów Partnerstwa Publiczno-Prywatnego
- Departament Współpracy Międzynarodowej
- Departament Współpracy Terytorialnej
- Biuro Administracyjne
- Biuro Dyrektora Generalnego
- Biuro Ministra
- Biuro Zarządzania Kryzysowego i Ochrony Informacji Niejawnych
- Biuro Zarządzania Zasobami Ludzkimi
- Sekretariat Krajowej Rady Bezpieczeństwa Ruchu Drogowego

Źródło: M.P. z 2013 r. poz. 1038

## Organy podległe lub nadzorowane
- Generalny Dyrektor Dróg Krajowych i Autostrad
- Główny Inspektor Nadzoru Budowlanego
- Główny Inspektor Transportu Drogowego
- Prezes Urzędu Lotnictwa Cywilnego
- Prezes Urzędu Transportu Kolejowego

Źródło: Dz.U. z 2013 r. poz. 1391

## Siedziby resortu komunikacji
W latach 1918–1931 siedzibą resortu komunikacji był wybudowany w 1827 budynek mieszczący się na rogu ul. Nowy Świat 14 i al. 3 Maja (obecnie al. Jerozolimskie), w którym wcześniej – po powstaniu listopadowym – zlokalizowana była Izba Obrachunkowa a następnie w okresie I wojny światowej (1915–1918) niemiecka Kolej Przewozów Wojskowych, Dyrekcja Generalna Warszawa (Militäreisenbahn – Generaldirektion Warschau). W latach 1947–1951 w tym miejscu powstała siedziba KC PZPR, nazywana też Domem Partii, obecnie Centrum Bankowo-Finansowe „Nowy Świat”.
W 1932 w większości (w dotychczasowym miejscu pozostało do 1939 szereg komórek organizacyjnych resortu) przeniesiono się do wybudowanego w latach 1929–1931 dla Ministerstwa Robót Publicznych gmachu według projektu Rudolfa Świerczyńskiego przy ul. Chałubińskiego 4/6, w którym resort zmieniając niejednokrotnie swoją nazwę i kompetencje mieści się do dziś, z przerwą na okres II wojny światowej, w którym budynek stanowił jedno z centrum zarządzania okupacyjnej Dyrekcji Kolei Wschodnich (Ostbahn-Betriebsdirektion) (1939–1940), a następnie Dyrekcji Rejonowej Kolei Wschodnich (Ostbahn-Bezirksdirektion) (1940–1945). 
5 października 1939 przy budynku na ul. Nowy Świat planowany był przez grono osób skupionych wokół gen. Michała Karaszewicza-Tokarzewskiego, zamach na Adolfa Hitlera, który nie został zrealizowany. W latach 1948–1950 kompleks gmachów znacznie rozbudowano według projektu Bohdana Pniewskiego. Część wysokościową można uznać za pierwszy wieżowiec wybudowany w Warszawie jak i prawdopodobnie w całym kraju po II wojnie światowej. W latach 1951–1956 na trzynastym piętrze budynku było zainstalowanych 12 nadajników zagłuszających wybrane rozgłośnie na falach krótkich. W okresie 1945–2000 z tego budynku zarządzano też Polskimi Kolejami Państwowymi. Obecnie mieści się tam również Główna Biblioteka Komunikacyjna.